# طيران السعودية الخليجية
خطوط الطيران السعودية الخليجية هي شركة طيران سعودية خاصة بدأت عملها الفعلي للرحلات الداخلية في 29 أكتوبر 2016 انطلاقا من الخبر مملوكة لمجموعة القحطاني للطيران ورئيس مجلس الإدارة طارق بن عبد الهادي القحطاني، توقفت عن العمل بشكل مفاجئ عام 2021 دون إبداء أسباب.
لخطوط الطيران السعودية الخليجية أسطول طيران تمتلكه. ولها عضوية IATA مع رخصة IOSA للسلامة التشغيلية.
أسطول السعودية الخليجية مؤلف من درجتي سفر السياحية وبزنس فيرست «الأعمال الأولى». كلا الدرجتين مجهزة بمقاعد جلدية، وشاشة ترفيه، مخرج USB وانترنت على متن الطائرة. كما يتم تقديم وجبات ساخنة على جميع رحلاتها الداخلية والدولية.
كانت السعودية الخليجية تسير رحلات بين الخبر، الرياض، جدة وأبها والمدينة المنورة داخليا، كما تربط الرياض مع دبي، والخبر مع أربع وجهات في باكستان.
خلال معرض الطيران البحريني، وقعت الشركة اتفاقاً بملياري دولار لشراء 20 طائرة من طراز ايرباص a320neo من شركة ايرباص الأوروبية 
في 4 فبراير 2021، أعلنت الـ IATA تعليق التعامل بنظام التسويات البنكية مع الشركة، وتوقف حجز الرحلات على موقع الشركة قبل أن يتوقف الموقع عن شبكة الإنترنت كليا.

## الأسطول
| نوع الطائرة        | في الخدمة | تحت الطلب | ملاحظات |
| ------------------ | --------- | --------- | ------- |
| إيرباص إيه 320     | 6         | 0         |         |
| ايرباص إيه 320 neo | 0         | 20        |         |